# Konst i bokform

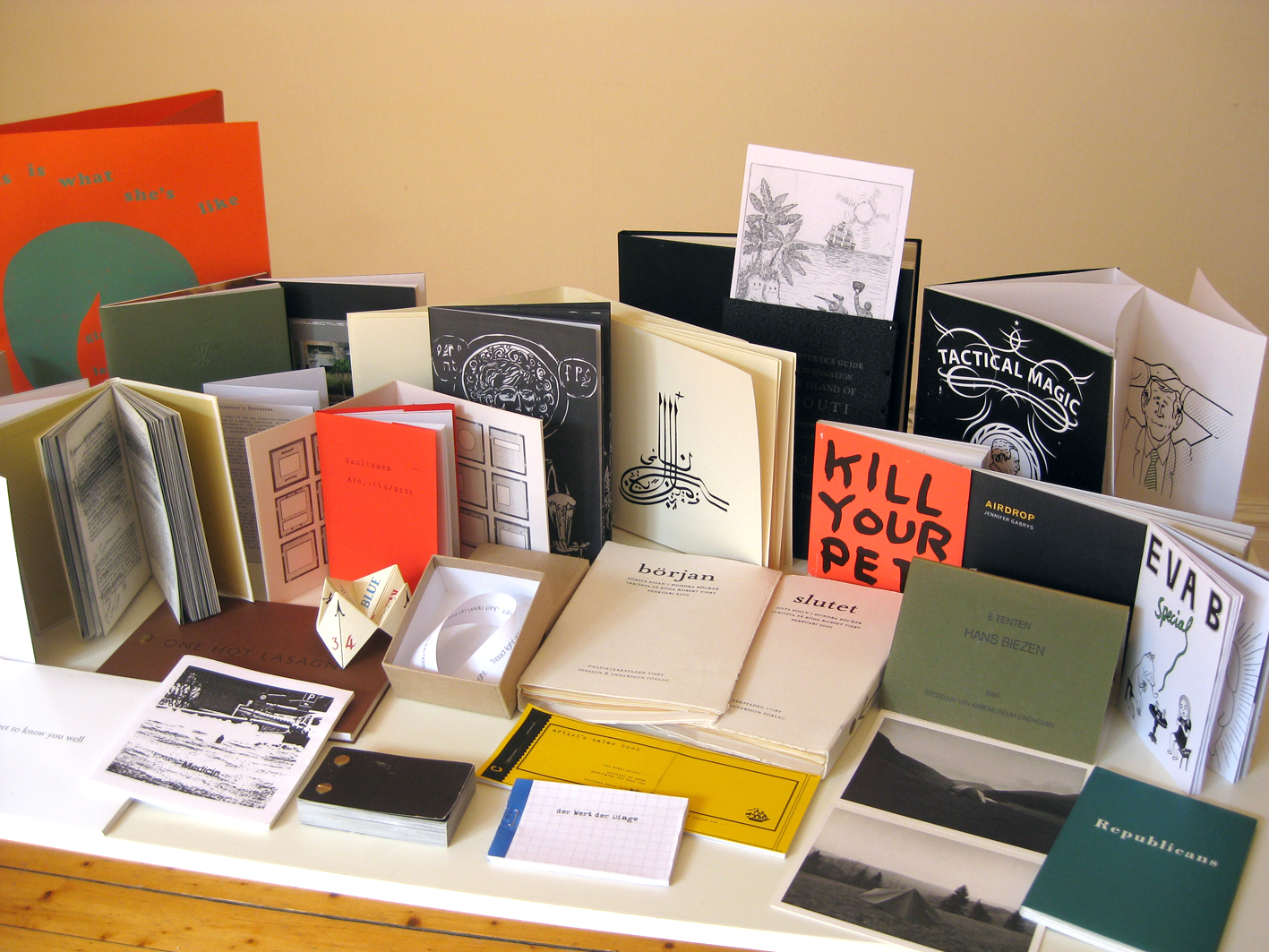
En samling med artists' books.

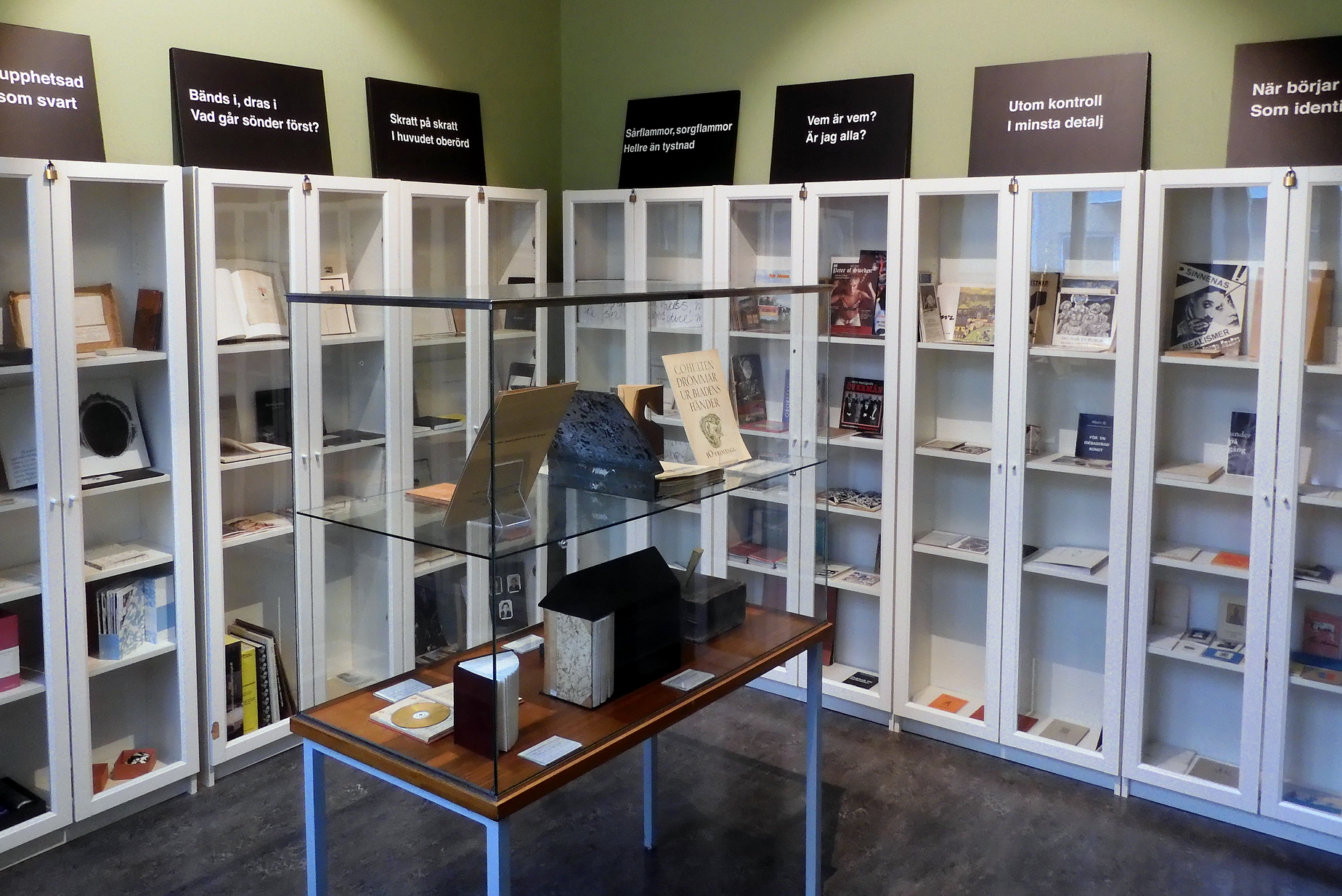
Utställning av Artist's books på Ystads Konstmuseum 2024.

Artists' books, artist's books eller ibland konst i bokform är konstverk i form av böcker, eller bokliknande objekt, där konstnären själv har haft en hög grad av kontroll över det slutgiltiga resultatet, och där boken är menad som konstverket i sig. Artists' books fungerar också som en alternativ distributionsform, eller ett alternativt utställningsformat för konst.
Artists’ books kan se olika ut och ha en mängd olika format, som foldrar, lådor med trycksaker eller annat löst material, ett kort, pappersrullar eller inbundna tryckta sidor. Den kan referera till boken som idé och ta sig skulpturala egenskaper eller fungera som behållare för bilder, och/eller text och ibland även ljud. Artists' books kan vara handgjorda eller är ofta tryckta i liten upplaga, eller bara utgivet i ett unikt exemplar. Det är också vanligt att verket inte har publicerats genom ett bokförlag utan är självfinansierat av konstnären, eller genom ett mindre konstnärsdrivet förlag, och att bokskapandet är en del i ett större konstnärskap, även om inget av detta är en förutsättning för att med säkerhet definiera huruvida det rör sig om en artists' book, eller ej.
Konstnärer har ägnat sig åt tryckprocesser och bokproduktion i århundraden men begreppet artists' books används främst om dylika konstverk från senare hälften av 1900-talet och framåt, där konstnärerna Dieter Roth och Ed Ruscha ofta beskrivs som de som var först, i modern tid, med att skapa artists' books - men det är mycket omdiskuterat.

## Definition
Att definiera vad som är artists' books och inte är en ständig diskussion. Thomas Millroth skriver i sin bok om fenomenet från 2021: "Konstnärsgjorda böcker, konstnärsböcker, artists' books, artists books, kunstnerbøger, livres d'artistes, Künstlerbücher... Det är inte ens självklart att de olika språken täcker samma fenomen. Termen har dessutom använts med skiftande innehåll genom åren, och i den dominerande engelska skrivningen är inte ens ortografin klar; artists' books eller artists books." På många sätt är det just det upplösta förhållningssättet till detta specifika konstnärliga uttryck som är praktikens essens. Konstnären Katinka Ahlbom skriver i magisteruppsatsen Från konstverk till dokument. Artists books och bibliotek (2007): "Typiskt för artists books [är] att de inte visar upp gemensamma drag i annan bemärkelse än i mångfalden och den höggradiga medvetenheten kring visuella och fysiska element. Konstnärer har manipulerat bokens alla element; innehåll, format och storlek, sidan och strukturen, omslag och bindning."

## Tidig historia

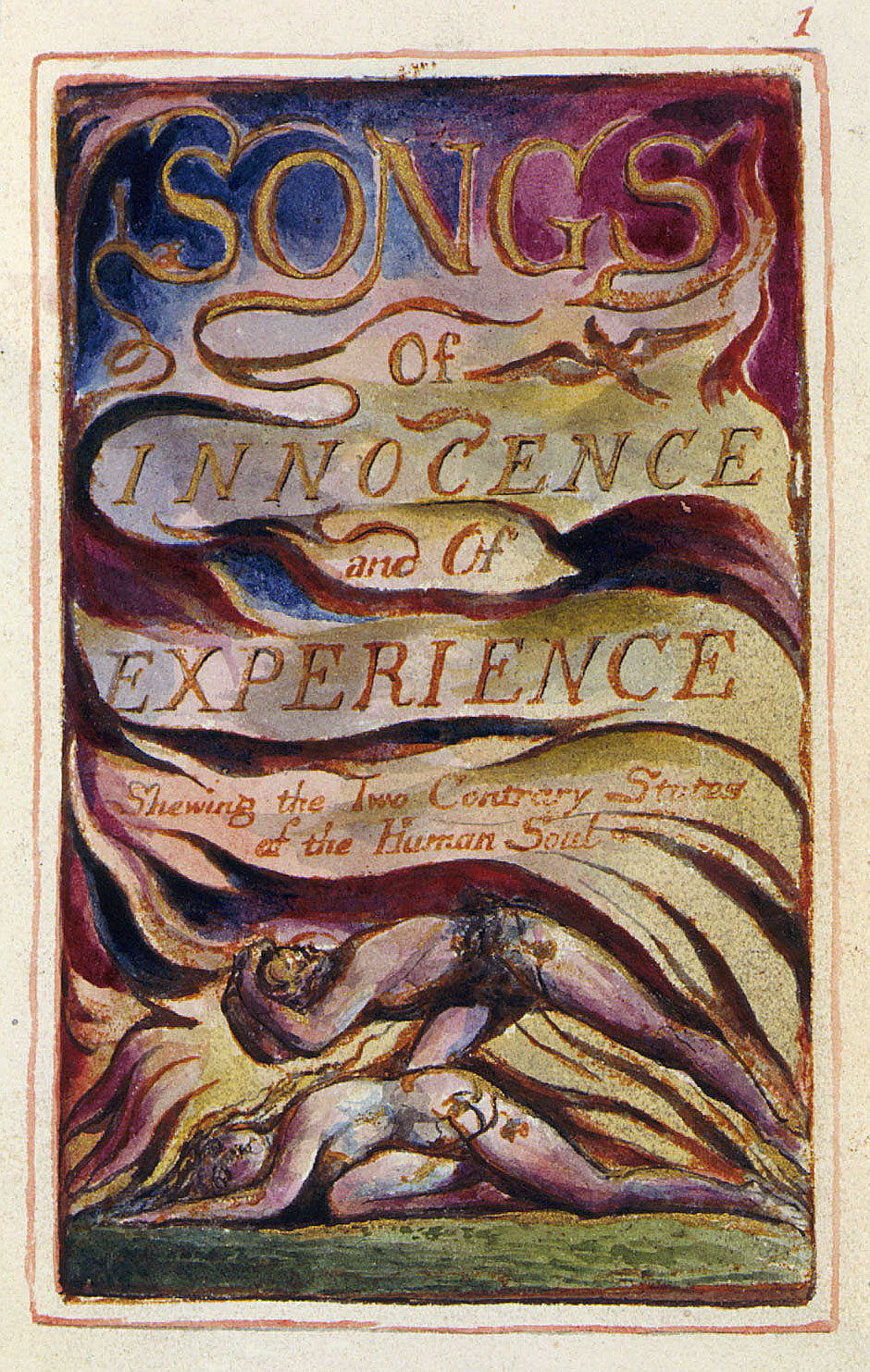
Förstasidan i William Blakes Songs of Innocence and of Experience som ofta beskrivs som en föregångare inom artists' books.

### Konstformens ursprung
Konstnärer har producerat böcker i Europa sedan tidig medeltid, som exempelvis Book of Kells och Très Riches Heures du Duc de Berry, men flera som skriver om ämnet brukar peka på konstnären och poeten William Blake (1757–1827) som den tidigaste föregångaren.. Exempelvis är boken Songs of Innocence and of Experience, som skrevs, illustrerades, trycktes, färglades och bands in av Blake och hans fru Catherine, unik för sin tid. Denna publikation, tillsammans med Blakes övriga böcker, blev föregångare och inspirationskällor för konstnärer som senare kom att skapa böcker. I likhet med Blakes bokproduktion så kom den egna produktionen och distributionen av verket, men även den konceptuella integreringen mellan text, bild och form, att bli typiska faktorer för vad som kommit att kallas artists' books.

## Avantgarde-produktionen 1909–1937
Under första världskriget - samtidigt som Europa befann sig i brinnande krig - började grupper av avantgardekonstnärer att intressera sig för pamfletter, affischer, manifest och böcker. Detta var bland annat en strategi för att kommentera samhället, men även ett sätt att skapa uppmärksamhet i en värld som allt mer dominerades av trycksaker. Det var även ett försök att synas utanför det traditionella gallerirummet vilket bottnade i idealistiska tankar om att nå ut till människor som inte hade råd att köpa konst eller som aldrig skulle besöka gallerier.
Denna idealism exemplifieras av de italienska futuristerna, och speciellt av Filippo Marinetti. Publiceringen av det "Futuristiska manifestet", den 20 februari 1909, på förstasidan av den franska dagstidningen Le Figaro fungerade som en djärv teatral kupp, och kom att göra Marinetti internationellt ökänd. Denna ryktbarhet använde han sig sedan av på sina turnéer runt om i Europa där han inspirerade nya rörelser som på detta sätt började fokusera på trycksaker, publikationer och pamfletter.
Exempelvis resulterade Marinettis besök i London till att Wyndham Lewis grundade den vorticistiska rörelsen, vars litterära magasin BLAST är ett tidigt exempel på en modernistisk tidskrift. Men den mest inflytelserika utlöparen till de italienska futuristiska principerna, inte minst vad gäller bokproduktion, uppstod i Ryssland som Marinetti besökte 1914.

### Den ryska futurismen, 1910-1917
I Moskva började en grupp med konstnärer och poeter som David och Nikolaj Burljuk, Elena Guro, Vasilij Kamenskij och Velimir Chlebnikov, vilka tidigt kallade sig för kubo-futurister, skapa artists' books som utmanade alla tidigare föreställningar om vad en bok kunde vara. Många av de böcker med poesi som gruppen skapade var relativt klassiska i sin utformning, medan andra utgåvor lekte med form, struktur, material och innehåll på ett sätt som fortfarande uppfattas som samtida.
I nyckelverk som Mirskontsa ("Baklängesvärlden" ) från 1912 av Velimir Chlebnikov, Aleksej Krutjonych, Natalja Gontjarova, Michail Larionov Nikolai Rogovin och Vladimir Tatlin; Zaumnaia gniga (eng: "Transrational Boog") från 1915 av Roman Jakobson, Aleksej Krutjonych och Olga Rozanova; och Vselenskaja vojna (eng: "Universal War") från 1916 av Krutjonych, lät de handskriven text integreras med expressiva litografier och kollage-element. Dessa böcker gavs ut i små upplagor där varje kopia fick sitt individuella uttryck. I andra titlar experimenterade de med material som tapeter, olika tryckmetoder som karbonkopia och hektografi, och bindningsmetoder som bland annat innebar att de band in sidorna helt slumpartat för att varje kopia skulle bli unik och få sin egen kontextuella innebörd.
Efter den ryska revolutionen 1917 utvecklades den ryska futurismen gradvis och blev till konstruktivismen, vars två huvudgestalter var Kazimir Malevitj och Vladimir Tatlin. Utvecklingen av artists' books i Ryssland under denna tid var starkt influerad av den abstrakta modernismen. Tanken att det nya moderna samhället också behövde ett nytt sätt att skildra samhället på, en konst fri från det föreställande borgerliga konstidealen, var kanske som tydligast uttalat i Ryssland under denna period. Konstruktivisternas fokus var att skapa en ny konst för proletariatet. Deras produktion med grafiskt formgivna textbaserade böcker, som El Lisitskijs Dlia Golossa  från 1922 med dikter av Majakovskij, gjorde stort intryck på flera europeiska avantgardegrupper med kopplingar till kommunismen. Dadagrupper i Zürich och Berlin, Bauhausskolan i Weimar och De Stijl i Holland tryckte en uppsjö av böcker, tidskrifter och teoretiska traktat i den nya modernistiska stilen. Typiska exempel från tiden är Kurt Schwitters tidskrift Merz och Theo van Doesburg tidskrift De Stijl.

### Dada & surrealism
Dada var en löst sammanhållen konströrelse men grupper runt om i olika städer i Europa. Ett viktigt centrum för Dada var Zürich och Cabaret Voltaire som drevs av en grupp konstnärer i exil i det neutrala Schweiz under första världskriget. Med influenser från ljudpoesi av Wassily Kandinsky, och den almanacka som gavs ut av konstgruppen Blaue Reiter så blev artists' books, tidskrifter, manifest och absurd teater centrala uttryck för alla de olika former av Dada som uppstod runt om i Europa. Speciellt för Dadagruppen i Berlin, som grundades av Richard Huelsenbeck efter att han lämnat Zürich 1917, skulle publicera en mängd artists' books, som exempelvis George Groszs Gott mit uns (Gud med oss) från 1920, en portfolio med antimilitaristiska teckningar publicerade av Malik Verlag.
Surrealisterna skapade en mängd verk som kan ses som en fortsättning och en förvanskning av den franska traditionen med livre d'artiste. Med livre d'artiste, eller livres de luxe som de också kallades, menades ursprungligen en exklusiv bokutgåva där en konstnär illustrerade en författares text, ofta med signerade grafiska blad etc. Begreppet livre d'artiste har sedermera dock kommit att användas synonymt med begreppet artists' books. Ett känt exempel på en surrealistisk artists' book är Max Ernsts Une Semaine de Bonté från 1934, där han skapat kollage av bilder från viktorianska böcker, ett annat är Marcel Duchamps omslag för tidskriften Le Surréalisme från 1947 med ett taktilt tredimensionellt bröst gjort i gummi.

## Efter Andra Världskriget; postmodernism och popkonst

### Avantgardets utveckling

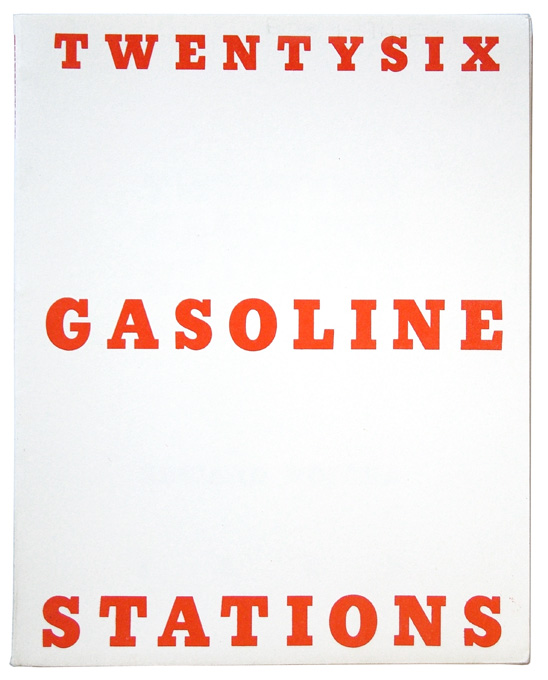
Omslaget till Twentysix Gasoline Stations av Edward Ruscha från 1963.

Efter Andra världskriget använde sig många konstnärer i Europa av artist's books som ett medel för att återta kontakten med kollegor runt om i världen, och för att finna likasinnade grupper i andra länder. Utifrån modernismens teorier kom en mängd konstnärer att utforska bokens form och funktion. konkreta poeter i Brasilien som Augusto och Haroldo De Campus, Cobragruppen i Holland och Danmark och de franska lettristerna började att systematiskt dekonstruera boken. C O Hulténs ”Drömmar ur bladens händer”, som är en samling frottage utgivna i bokform på det egna förlaget Image i Malmö 1947 brukar räknas som den första Svenska utgåvan av en artists' book. 1955 utgav Pontus Hultén och Hans Nordenström den så kallade Boulevardkartongen Tvångs-Blandaren, publicerad av Kungliga Tekniska Högskolans studenttidning Blandaren, som kom att bli en förebild för liknande lådor Fluxuskonstnärer som George Maciunas, George Brecht och Alison Knowles gav ut i början av 1960-talet. Ett viktigt exempel på en lettristisk artists' book är Isidore Isous Le Grand Désordre, från 1960.
I Frankrike undersökte Yves Klein boken i en rad arbeten som Yves: Peintures (1954) och Dimanche (1960) som avhandlade frågor om identitet och dubbelhet. Andra exempel ifrån denna period är Guy Debords och Asger Jorns samarbeten Fin de Copenhague (1957) och Mémoires' (1959), två kollageartade arbeten om psykogeografi skapade utifrån tidningsmaterial som de hittat i Köpenhamn och Paris. Dessa kollage blev sedan övertryckta med färg innan böckerna publicerades.

### Dieter Roth och Ed Ruscha
Dieter Roth tillsammans med Ed Ruscha omskrivs ofta som de främsta förgrundsgestalterna för konstformen, och ibland även som de som var först med att i modern tid skapa artists' books. Deras bokproduktion har kommit att fungera som något av en definition av samtida artists' books.
Under 1950- och 1960-talet producerade Dieter Roth en serie med arbeten som på en rad olika sätt dekonstruerade bokens form. I Picture Book, från 1957 skapade han hål i sidorna så att läsaren kunde välja att se flera sidor på en gång. I verk som Daily Mirror från 1961 och i AC från 1964 återanvände han material från böcker, serietidningar och dagstidningar. Böckerna producerades ursprungligen i mycket små utgåvor på Island med har senare återutgivits i större volymer.
Nästan samtidigt tryckte den amerikanska konstnären Ed Ruscha sin första bok Twentysix Gasoline Stations, som gavs ut 1963 i en upplaga av 400 exemplar. Boken refererar till en amerikanska tradition av resefotografer som Robert Frank men avhandlar en alldaglig tur på route 66 mellan Ruschas hem i LA och hans föräldrahem i Oklahoma. Även distributionen av boken inlemmades i det konstnärliga konceptet då Ruscha valde att bara sälja originalutgåvan av boken på de bensinstationer som han fotograferat på resan. Precis som Roth skapade Ruscha en serie med böcker under 1960-talet som omfattar utgåvor som Every Building on the Sunset Strip (1966) och  Royal Road Test (1967).
Både Roth och Ruscha arbetade med den vardagliga bilden på ett icke-hierarkiskt vis, de arbetade med den fotografiska bilden, och de sökte aktivt nya former för distribution av sin konst. Dessa tre företeelser är alla typiska teman inom 1960-talets experimentella konst och blev också typiska faktorer för artists' books.

### Fluxus och multipeln
Fluxusrörelsen var en löst sammanhållen grupp med konstnärer från Nordamerika och Europa som växte fram ur John Cages kurser i Experimentel komposition som han höll mellan åren 1957-1959 på New School for Social Research. Fluxus centralgestalt var George Maciunas, född 1931 i Litauen som öppnade AG Gallery i New York 1961, med den uttalade intentionen att arrangera programpunkter och sälja böcker och multiplar med konstnärer som han själv uppskattade. Han tvingades stänga galleriet bara ett år senare utan att ha lyckats sålt ett enda objekt. Men gruppen fortsatte att verka med en rad olika likasinnade konstnärer som George Brecht, Joseph Beuys, Daniel Spoerri, Yoko Ono, Emmett Williams och Nam June Paik.
Termen multiplar användes första gången av Daniel Spoerri för att beskriva sin massproducerade skulptur Edition MAT från 1959. Artists' books, multiplar och happenings var centrala uttrycksformer inom Fluxusrörelsen som vände sig emot det traditionella konstrummet på gallerier och institutioner för att istället skapa konst i det offentliga rummet. Definitionen av vad en bok kunde vara och inte kunde vara blev allt mer töjbar. George Brechts utgåva Water Yam, från 1963 består av en låda med manualer för olika aktiviteter, som en typ av partitur, medan en liknande typ av partitur gavs ut i formen av den inbundna boken Grapefruit (1964) av Yoko Ono. Ett annat välkänt exempel är Literaturwurst av Dieter Roth, som också inlemmades i gruppen under en period, där varje utgåva bestod av en finfördelad bok som mixades med lök och kryddor och som stoppades i korvskinn.
Boken lättillgänglighet, att den var billig att göra, lätt att distribuera och fungerade som ett alternativt portabelt utställningsrum, tillsammans med dess intima egenskaper vid "läsningen" var alla egenskaper som låg till grund för den produktionsökning av artists' books som skedde på 1960- och 70-talet.
| ”            | Under 1960- och 70-talet ökade förekomsten av artists' books på grund av det rådande klimatet av social och politisk aktivism. Billiga och lättdistribuerade utgåvor blev till en manifestation av dematerialisering av konst och hur fokuset flyttades från konstverket till en processbaserade konst... Det var vid denna tid som ett antal konstnärsdrivna alternativ började utvecklas för att tillgodose ett nytt forum och en ny arena för alla de konstnärer som förvägrades tillträde till de traditionella gallerierna och museerna. Fristående konstpublikationer var en av dessa alternativ och artists' books blev en del av denna mylla för experimentella konstformer. | „ |
| – Joan Lyons | |   |

### Konceptkonsten

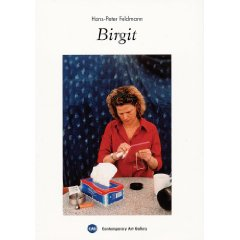
Omslaget till en artists' book av den tyske konstnären Hans-Peter Feldmann från 2007 med titeln Birgit.

Artists' books var en viktig förutsättning för utvecklingen av konceptkonsten. För Lawrence Weiner, Bruce Nauman och Sol LeWitt i Nordamerika, Art & Language i Storbritannien och Jaroslaw Kozlowski i Polen var artists' books en central företeelse. Ett tidigt exempel är utställningen January 5-31, 1969, som anordnades i en hyrd kontorslokal i New York av Seth Siegelaub. Utställningen bestod av en trave med artists' books, även de titulerade January 5-31, 1969, med textbaserade verk av konstnärer som Lawrence Weiner, Douglas Huebler Joseph Kosuth och Robert Barry. Andra exempel är Sol LeWitts Brick Wall från 1977, som i text beskriver skuggorna som passerar en mur eller Kozlowskis Reality från 1972, där han tog bort all text ur ett avsnitt av Kants Kritik av det rena förnuftet (Kritik der reinen Vernunft) och bara lät punkterna vara kvar.

### Spridningen och utvecklingen fortsätter

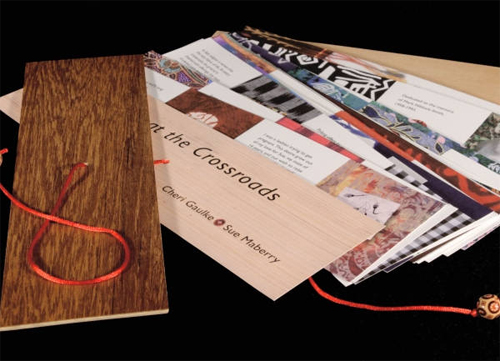
Offering at the Crossroads, en artists' book av Cheri Gaulke och Sue Maberry från 2007.

I och med spridningen av företeelsen har många av de distinkta elementen som tidigare urskiljde artists' books blivit otydligare eller helt försvunnit. Redan på 1950- och 1960-talet gavs det ut artists' books-liknande skivor med ljudkonst, där de svenska text-ljud-kompositörerna var stilbildande, en annan var den amerikanska multimedia-publikationen Aspen grundad av Phyllis Johnson 1965. Från det sena 1970-talet kom många konstnärer att influeras av punkens DIY-mentalitet, med fanzines och billiga små utgåvor av skivor. Resultatet blev att många artists' books idag kan innehålla CD-, eller DVD-skivor där Laurie Anderson var en föregångare vad gäller multimedia.
Under 1980- och 90-talet skapade konstnärer som Cy Twombly och Anselm Kiefer rutinmässigt unika handgjorda böcker som en medveten reaktion på de små exklusiva massproducerade utgåvorna som tidigare generationer konstnärer producerat. För många samtidskonstnärer, som exempelvis Steve Lehman, William Wegman, Bob Cobbing, Leif Elggren, Martin Kippenberger och Raymond Pettibon, är artists' books en viktig del av den konstnärliga praktiken.

## Konstformens kategorisering och etablering
I början av 1970-talet började artists' books ses som en egen konstform och i och med detta så växte också och teoribildningen kring ämnet. Bland annat grundades institutioner för att närmare studera ämnet som The Center for Book Arts in New York, bibliotek och konstmuseer började klassificera och kategorisera de artists' books som de redan hade i sina samlingar, och samtidigt utöka samlingarna med fler böcker. Nya samlingar skapades som Franklin Furnace i New York, och många utställningar med artist's books hölls i Europa och USA. Den första internationella samlingsutställningen med artists' books arrangerades av Germano Celant på Nigel Greenwoods galleri i London 1972 och kallades ”Book as artwork, 1960/72”. Utställningen omfattade 252 verk av bland andra Dick Higgins, Dieter Roth, Ed Ruscha, Ray Johnson, Joseph Kosuth och Lawrence Weiner. Året därpå, 1973, anordnades en samlingsutställning på Moore College of Art i Philadelphia, där begreppet artists' books användes första gången i den katalog som publicerades till utställningen. På flera platser öppnades specialinriktade bokaffärer som Ecart (1968 i Genève), Other Books and So (1970 i Amsterdam), Art Metropole (1974 i Toronto) och Printed Matter (1976 i New York). Alla dessa började sedermera publicera artists' books och de två sistnämnda är fortfarande aktiva.
År 1978 startade konstnären Leif Eriksson sitt förlag Wedgepress & Cheese där han kom att ge ut både egna och andras artists’ books. Samma år påbörjade han sitt arkiv SAAB (Swedish Archive of Artists’Books) som är en samling konstnärsgjorda böcker. Dessa två projekt utgör stommen i Ystads konstmuseums samling med artists’books. 
Etableringen av konstformen artists' books intensifierades under 1980-talet. Antalet utövare och samlare ökade, och därmed även kommersialiseringen, och ett antal referensverk gavs ut om ämnet. 1983 började Cathy Courtney sin kolumn om ämnet i den Londonbaserade tidskriften Art Monthly. 1980 lade Library of Congress till artists books i sin ämneslista.
Under 1980- och 90-talet startades universitetsutbildningar i ämnet, exempelvis vid University of the Arts i Philadelphia och vid Camberwell College of Art i London. Journal of Artists' Books (JAB) grundades 1994 i syftet att öka kunskapen om artists' books."